# 管弄公园
管弄公园是位于中华人民共和国上海市普陀区管弄新村附近的一個公園，北邊是京沪铁路，是管弄新村的配套工程。公园面积1.25万平方米。
該公園在建造前是农田村舍。1989年11月公園动工，1991年5月1日竣工对外开放。